# Ametor latus
Ametor latus är en skalbaggsart som först beskrevs av Horn 1873.  Ametor latus ingår i släktet Ametor och familjen palpbaggar. Inga underarter finns listade i Catalogue of Life.